# Pojištění proti úpadku
Pojištění proti úpadku chrání klienty cestovních kanceláří v případech, kdy kancelář z důvodu svého úpadku není schopna dostát svým závazkům plynoucím z uzavřené cestovní smlouvy s klientem. Pro české cestovní kanceláře je povinné a jeho doložení je součástí řízení o získání příslušné koncese.
V první řadě je postaráno o klienty, kteří jsou na zájezdu a čerpají služby cestovní kanceláře. V tomto případě se jedná zejména repatriaci těchto klientů zpět do České republiky. Následně se jedná o odškodnění klientů, kteří zaplatili zálohu na zájezd nebo jeho plnou cenu a dosud neodcestovali. Také tito klienti uplatní své nároky u příslušné pojišťovny.
Výše odškodnění závisí na výši pojištění dané cestovní kanceláře a vyplývá ze smlouvy mezi pojišťovnou a cestovní kanceláří. Na přihlášení nároků mají klienti lhůtu 6 měsíců, výplata náhrad následuje proto až po této lhůtě. Klient většinou neobdrží zpět plnou cenu zájezdu nebo části za nevyčerpané služby.
Před podpisem cestovní smlouvy mezi klientem a cestovní kanceláří je důležité, aby se klient přesvědčil, že cestovní kancelář má sjednáno toto povinné pojištění. Cestovní kancelář od příslušné pojišťovny obdrží certifikát o uzavřeném pojištění. Příslušné pojišťovny na svých webových stránkách zveřejňují seznamy pojištěných cestovních kanceláří. Stejně tak se klient může informovat u Asociace cestovních kanceláří. 
V případě, že klient kupuje zájezd od cestovní agentury, musí být zřetelně označeno, která cestovní kancelář tento zájezd organizuje a klient má právo se přesvědčit o tom, že povinné pojištění proti úpadku je uzavřeno. Veřejně přístupný seznam oprávněných subjektů v ČR vede Ministerstvo pro místní rozvoj.